# Prometheomys schaposchnikowi
El topillo topo de garras largas (Prometheomys schaposchnikowi) es una especie de roedor miomorfo de la familia Cricetidae. Es la única especie de su género y tribu.
Su distribución es reducida y fragmentaria, encontrándose solamente en zonas montañosas aisladas del Cáucaso de Rusia, Georgia y Turquía. Hace complejas madrigueras de las que extrae la tierra formando montones similares a toperas.